# Барченко Дмитро
Дмитро́ Ба́рченко (?, м. Сіньцзин, Маньчжурія, нині Китай — ?, там само) — лікар, громадський діяч. Учасник визвольних змагань, військовий лікар армії УНР.

## Життєпис
У 1920-х роках емігрував до Польщі, жив на Волині.
У 1931 поці приїхав через Шанхай до Харбіна, де працював лікарем і став одним із головних діячів українського громадського життя.
У 1933 році став головою українського політичного центру (політичного проводу місцевої української колонії, розрахованої на уряд УНР в екзилі).
1-й голова тимчасової адміністрації (1933-34) та голова Управи (1935) українського національного дому в Харбіні.
Один з організаторів та 1-й голова Союзу українських емігрантів у Маньчжурії (1933– 35), секретного товариства «Просвіта» у Харбіні (1934).
Один із організаторів Української національної колонії у Маньчжурії та перший голова її Ради (1935–36).
У 1933–37 редагував сторінку «Украинская жизнь» у російськомовній газеті «Харбинское время». Співпрацював з українськими газетами «Маньчжурський вістник» (Харбін, 1932) та «Український голос на Далекому Сході» (Шанхай, 1941–44).
Перекладав українською мовою китайські поезії. У 2-й половині 1930-х рр. переїхав до Синьцзина — столиці Маньчжурії, де мав лікарську практику. Помер там під час Другої світової війни.